# Кранделл (Індіана)
Кранделл (англ. Crandall) — місто (англ. town) в США, в окрузі Гаррісон штату Індіана. Населення — 134 особи (2020).

## Географія
Кранделл розташований за координатами 38°17′17″ пн. ш. 86°3′57″ зх. д. / 38.28806° пн. ш. 86.06583° зх. д. (38.287976, -86.065896).  За даними Бюро перепису населення США в 2010 році місто мало площу 0,26 км², уся площа — суходіл.

## Демографія
Згідно з переписом 2010 року, у місті мешкали 152 особи в 66 домогосподарствах у складі 43 родин. Густота населення становила 576 осіб/км².  Було 73 помешкання (277/км²).
Расовий склад населення:
| - 98,0 % — білих - 1,3 % — корінних американців - 0,7 % — азіатів |

До двох чи більше рас належало 0,0 %. Частка іспаномовних становила 2,6 % від усіх жителів.
За віковим діапазоном населення розподілялося таким чином: 25,0 % — особи молодші 18 років, 57,2 % — особи у віці 18—64 років, 17,8 % — особи у віці 65 років та старші. Медіана віку мешканця становила 45,5 року. На 100 осіб жіночої статі у місті припадало 100,0 чоловіків;  на 100 жінок у віці від 18 років та старших — 78,1 чоловіків також старших 18 років.
Середній дохід на одне домашнє господарство  становив 48 650 доларів США (медіана — 32 500), а середній дохід на одну сім'ю — 58 029 доларів (медіана — 38 750). За межею бідності перебувало 22,2 % осіб, у тому числі 33,3 % дітей у віці до 18 років та 3,1 % осіб у віці 65 років та старших.
Цивільне працевлаштоване населення становило 69 осіб. Основні галузі зайнятості: освіта, охорона здоров'я та соціальна допомога — 34,8 %, виробництво — 23,2 %, науковці, спеціалісти, менеджери — 11,6 %, мистецтво, розваги та відпочинок — 10,1 %.